# يوفون أبيض المقدمة
يوفون أبيض المقدمة (الاسم العلمي: Euphonia chrysopasta) (بالإنجليزية: White-lored Euphonia)‏ هو نوع من الطيور يتبع جنس اليوفون من فصيلة الشراشير الحقيقية.